# Rosskur
Unter einer Rosskur (auch Pferdekur) versteht man heute in der Umgangssprache eine medizinische Behandlung mit Hilfe von unsanften Methoden oder umstrittenen und drastischen Mitteln. Im Grimmschen Wörterbuch steht, die Rosskur sei „eine gewagte kur mit ungeheuerlichen mitteln“. Der englische Ausdruck für diese Art der Behandlung kill-or-cure remedy (deutsch: „Tötungs- oder Heilmittel“) zeigt die Alternativen deutlich auf.
Der Hufschmied und speziell der Fahnenschmied hatte im Mittelalter auch die Aufgaben eines Tierarztes und war für die Behandlung kranker Pferde zuständig. Er konnte jedoch außerdem auch das Handwerk eines Baders ausüben und damit Methoden der so genannten einfachen Chirurgie an Menschen vornehmen. Da der Hufschmied die Gebisse kranker Pferde behandelte, wurde er häufig auch bei Zahnschmerzen von Menschen herangezogen. Der Ausdruck Rosskur geht vor allem auf das rabiate Zahnziehen der damaligen Zeit zurück.

## Weitere Bedeutungen
Im übertragenen Sinne wird der Begriff Rosskur auch für andere drastische oder radikale Maßnahmen zur Beseitigung eines Missstandes verwendet, etwa bei Renovierungen oder bei Haushaltssanierungen.